# Elektrodeløs plasma-motor
En elektrodeløs plasma-motor er en rumfartøjsmotor. Den elektrodeløse plasma-motor blev opfundet af Mr. Gregory Emsellem baseret på teknologi udviklet ved Atomic Energy Commission af videnskabsfolkene Dr Richard Geller og Dr. Terenzio Consoli, til at lave en højhastighedsplasmastråle.
Den elektrodeløse plasma-motor bliver i øjeblikket udviklet og tilpasset til forskellige rumfartøjsfremdriftsdrev som behøves ved The Elwing Company.
Et kendt eksempel på en elektrodeløs plasma-motor er VASIMR. VASIMR har en fremdriftseffektivitet på mere end 70%.
Virkningsgraden for følgende elektrodeløs plasma-motor på 30%, blev opnået af Professor Kazunori Takahashi fra Tohoku University i 2022. Plasma-motoren anvender ioniseret argon.